# Gerhard Seeliger
Gerhard Wolfgang Seeliger, född den 30 april 1860 i Biala, död den 24 mars 1921 i Leipzig, var en tysk historiker, bror till Hugo von Seeliger.
Seeliger, som sedan 1895 var professor i Leipzig, författade bland annat Erzkanzler und Reichskanzleien (1889) och andra arbeten rörande företrädesvis tyska medeltidens författning och förvaltning samt utgav 1896-97 den av Quidde uppsatta "Deutsche Zeitschrift für Geschichtswissenschaft" och sedan 1898 dess fortsättning "Historische Vierteljahrsschrift".